# Procapra
Procapra Hodgson, 1846 è un genere della famiglia dei Bovidi comprendente tre specie di gazzelle asiatiche:
- Procapra gutturosa - gazzella della Mongolia
- Procapra picticaudata - gazzella del Tibet
- Procapra przewalskii - gazzella di Przewalski